# Helen Morgan (hokej na travi)
Helen Morgan (20. srpnja 1966.) je bivša igračica hokeja na travi. 
Bila je članicom postave Uj. Kraljevstva koja je osvojila broncu na OI 1992. u Barceloni.

## Vanjske poveznice
- Baza podataka s OI-ja